# セルジオ・ロッシ
セルジオ・ロッシ（Sergio Rossi、1935年7月31日 - 2020年4月2日）は、イタリアの靴デザイナー、自らの名を冠したブランド、セルジオ・ロッシ (Sergio Rossi)を創業した。

## 経歴
ロッシは、イタリアのエミリア＝ロマーニャ州サン・マウロ・パスコリに生まれた。靴職人だった父親の下で働き、この仕事を学んだ。
1951年、ロッシは自分の最初の店を開店した。彼はサンダルも作ってリミニの砂浜へ遊びに行き人々に売り、ボローニャにはブティックを構えた。1968年にはロッシの名をブランドとした最初の靴が製造された。
彼の作る靴は、一足の靴を製造するには少なくとも14時間がかかり、120の工程を経ていた。彼の靴は、ジャンニ・ヴェルサーチ、アズディン ・アライア、ドルチェ&ガッバーナなどのショーのランウェイで履かれた。彼が最初に注目されたのは、映画監督フェデリコ・フェリーニが1960年の映画『甘い生活』で女優アニタ・エクバーグ。
1999年、彼のブランドは、グッチ・グループに売却され、ケリング傘下となった。次いで2015年にケリングからインヴェストインダストリアル (Investindustrial) に売却された。
イタリアにおける2019年コロナウイルス感染症の流行状況への戦いにファッション産業が協力して貢献する一環として、ロッシと彼の会社は、2020年3月に10万ユーロをミラノのルイージ・サッコ病院に寄付した。

## 家族
ロッシの息子であるジャンヴィート・ロッシ (Gianvito Rossi) は、自身の靴のコレクションを2006年に発表している。

## 死去
2020年4月2日、ロッシは、チェゼーナのマウリツィオ・ブッファリーニ病院で、2019新型コロナウイルスによる急性呼吸器疾患により84歳で死去した